# Kristián Kudroč
Kristián Kudroč (ur. 21 maja 1981 w Michalovcach) – słowacki hokeista, reprezentant Słowacji, trener.

## Kariera
- HK Michalovce (1996–1998)
- HC VTJ MEZ Michalovce (1998–1999)
- Quebec Remparts (1999–2000)
- Detroit Vipers (2000–2001)
- Tampa Bay Lightning (2000–2001, 2002)
- Springfield Falcons (2001–2003)
  -  Philadelphia Phantoms (2002)
- San Antonio Rampage (2003–2004)
- Florida Panthers (2004)
- Québec RadioX (2004)
- Hammarby IF (2004–2005)
- SaiPa (2005–2006)
- Ilves (2006–2007)
- Södertälje SK (2007–2009)
- Brynäs IF (2009)
- Frölunda HC (2009–2010)
- Ässät (2010–2012)
- Sibir Nowosybirsk (2012–2014)
- Barys Astana (2014)
- Awangard Omsk (2014)
- Mietałłurg Nowokuźnieck (2015)
- HC Pilzno 1929 (2016)
- HC Innsbruck (2016)
- Nottingham Panthers (2016)

Wychowanek klubu HC VTJ MEZ Michalovce. Od kwietnia 2010 roku zawodnik Sibiru Nowosybirsk. Od stycznia 2014 zawodnik kazachskiego klubu Barys Astana. Od maja 2014 zawodnik Awangardu Omsk. Przed sezonem KHL (2014/2015) odniósł kontuzję, z powodu której nie zagrał w nowym zespole i jego kontrakt został rozwiązany w połowie października 2014. Od czerwca 2015 zawodnik Mietałłurga Nowokuźnieck, lecz w sierpniu tego roku jego kontrakt został rozwiązany. Od stycznia 2016 zawodnik HC Pilzno 1929. Odszedł z klubu z końcem kwietnia 2016. Od lipca do października 2016 zawodnik austriackiego HC Innsbruck. Od listopada do grudnia 2016 zawodnik Nottingham Panthers.
Uczestniczył w turniejach mistrzostw świata juniorów do lat 18 1999, mistrzostw świata juniorów do lat 20 2000, mistrzostw świata 2012.
Ze względu na swój wysoki wzrost zyskał wśród rodaków przydomek Sibírsky Chára (Syberyjski Chára) w odniesieniu do innego słowackiego obrońcy hokejowego o wysokiej posturze, Zdeno Cháry oraz faktu, że od 2012 do 2014 grał w klubie z Nowosybirska na Syberii.
W 2017 zakończył karierę zawodniczą i został trenerem szwedzkiego zespołu AIK Härnösand

## Sukcesy
Reprezentacyjne
- Brązowy medal mistrzostw świata juniorów do lat 18: 1999
- Srebrny medal mistrzostw świata: 2012

Klubowe
- Trzecie miejsce w Pucharze Kontynentalnym: 2007 z Ilves

Indywidualne
- QMJHL 1999/2000: skład gwiazd pierwszoroczniaków
- KHL (2012/2013): najlepszy obrońca - ćwierćfinały konferencji